# Мала привреда
„Мала привреда” је југословенски ТВ филм из 1986. године. Режирао га је Никола Лоренцин а сценарио је написао Душко Трифуновић.

## Улоге
| Глумац              | Улога              |
| ------------------- | ------------------ |
| Велимир Животић     | Јован              |
| Соња Јосић          | Маја               |
| Бранко Видаковић    | Мајин љубавник     |
| Миа Беговић         | Јованова љубавница |
| Тома Јовановић      |                    |
| Миодраг Петровић    |                    |
| Миодраг Петровић    |                    |
| Љиљана Марковиновић |                    |
| Душан Мушицки       |                    |